# Шенкленгсфельд
Шенкленгсфельд (нем. Schenklengsfeld) — община в Германии, в земле Гессен. Подчиняется административному округу Кассель. Входит в состав района Херсфельд-Ротенбург.  Население составляет 4619 человек (на 31 декабря 2010 года). Занимает площадь 63,78 км².
Община подразделяется на 14 сельских округов.